# Kanton Champigny-sur-Marne-Ouest
Kanton Champigny-sur-Marne-Ouest is een voormalig kanton van het Franse departement Val-de-Marne. Kanton Champigny-sur-Marne-Ouest maakte deel uit van het arrondissement Nogent-sur-Marne en telde 17.106 inwoners (1999).
Het werd opgeheven bij decreet van 17 februari 2014 met uitwerking in maart 2015.

## Gemeenten
Het kanton Champigny-sur-Marne-Ouest omvatte enkel het westelijk deel van de gemeente Champigny-sur-Marne.